# Pokojnica
Pokojnica este o localitate din comuna Ivančna Gorica, Slovenia, cu o populație de 56 de locuitori.